# Hyväjärvi (sjö i Leppävirta, Norra Savolax)
Hyväjärvi är en sjö i kommunen Leppävirta i landskapet Norra Savolax i Finland. Sjön ligger 83,5 meter över havet. Den är 14,5 meter djup. Arean är 76 hektar och strandlinjen är 10,17 kilometer lång. Sjön  ingår i Vuoksens huvudavrinningsområde.   Den ligger omkring 51 kilometer söder om Kuopio och omkring 290 kilometer nordöst om Helsingfors. 
I sjön finns öarna Hyvänjärvensaari och Päkäsaari. 